# Scelidocteus
Genre
Synonymes
- Sceliscelis Oketch & Li, 2020

Scelidocteus est un genre d'araignées aranéomorphes de la famille des Palpimanidae.

## Distribution
Les espèces de ce genre se rencontrent en Afrique subsaharienne.

## Liste des espèces
Selon World Spider Catalog (version 25.5, 19/11/2024) :
- Scelidocteus baccatus Simon, 1907
- Scelidocteus berlandi Lessert, 1930
- Scelidocteus incisus (Tullgren, 1910)
- Scelidocteus lamottei Jézéquel, 1964
- Scelidocteus marshi (Oketch & Li, 2020)
- Scelidocteus mbembai Pett, 2024
- Scelidocteus ochreatus Simon, 1907
- Scelidocteus pachypus Simon, 1907
- Scelidocteus schoutedeni Benoit, 1974
- Scelidocteus taitave Oketch & Li, 2020
- Scelidocteus vuattouxi Jézéquel, 1964

## Systématique et taxinomie
Ce genre a été décrit par Simon en 1907 dans les Palpimanidae.
Sceliscelis a été placé en synonymie par Wood, Kulkarni, Ramírez et Scharff en 2024.

## Publication originale
- Simon, 1907 : « Arachnides recueillis par L. Fea sur la côte occidentale d'Afrique. 1re partie. » Annali del Museo Civico di Storia Naturale di Genova, sér. 3, vol. 3, p. 218-323 (texte intégral).